# DDR-Meisterschaften im Fechten 1953
Die DDR-Meisterschaften im Fechten 1953 waren die zweite Austragung der nationalen Titelkämpfe der Deutschen Demokratischen Republik im Fechten. Die Einzelmeisterschaften fanden bis zum 17. Mai 1953 in Magdeburg statt, während die Mannschaftsmeisterschaften bis zum 15. November 1953 in Leuna (Bezirk Halle) ausgetragen wurden.

## Medaillengewinner

### Einzelmeisterschaften
| Disziplin | Gold                                            | Silber                                      | Bronze                                          |
| Männer    | Männer                                          | Männer                                      | Männer                                          |
| --------- | ----------------------------------------------- | ------------------------------------------- | ----------------------------------------------- |
| Florett   | Herbert Beyrich (BSG Empor Mitte Leipzig)       | Hans Hoffmeister (HSG Wissenschaft Rostock) | Dieter Athenstedt (BSG Empor Mitte Leipzig)     |
| Degen     | Günter Keßler (BSG Motor Dresden-Ost)           | Dieter Athenstedt (BSG Empor Mitte Leipzig) | Walter Lamprecht (BSG Lokomotive Köthen)        |
| Säbel     | Heinz Ebert (BSG Einheit Mitte Karl-Marx-Stadt) | Dieter Athenstedt (BSG Empor Mitte Leipzig) | Kurt Israel (BSG Einheit Mitte Karl-Marx-Stadt) |
| Frauen    |                                                 |                                             |                                                 |
| Florett   | Annemarie Wilberg (BSG Motor Dresden-Ost)       | Hanna Hesse (BSG Fortschritt Apolda)        | Elisabeth Herold (BSG Empor Mitte Leipzig)      |

### Mannschaftsmeisterschaften
| Disziplin | Gold | Silber                                                                                  | Bronze                                                                           |
| Männer    | Männer | Männer                                                                                  | Männer                                                                           |
| --------- | --- | --------------------------------------------------------------------------------------- | -------------------------------------------------------------------------------- |
| Florett   | BSG Empor Mitte Leipzig Dieter Athenstedt Herbert Beyrich Albert Gipp Werner Hörig Rudi Kneip             | BSG Motor West Zella-Mehlis Hans Baumbach Helfricht Werner Hübner von Nordheim          | BSG Einheit Mitte Karl-Marx-Stadt                                                |
| Degen     | BSG Motor West Zella-Mehlis Hans Baumbach Waldemar Kührt H. Paatz Herbert Schöne Erich Wahl               | BSG Empor Mitte Leipzig Albert Gipp                                                     | BSG Einheit Mitte Karl-Marx-Stadt                                                |
| Säbel     | BSG Einheit Mitte Karl-Marx-Stadt Siegfried Berthold Heinz Ebert Kurt Israel Georg Müller Fritz Lehnert   | BSG Empor Mitte Leipzig Herbert Beyrich                                                 | BSG Motor West Zella-Mehlis Hans Baumbach Waldemar Kührt von Nordheim Erich Wahl |
| Frauen    | |                                                                                         |                                                                                  |
| Florett   | BSG Empor Mitte Leipzig Charlotte Fischer Hildegard Gipp Elisabeth Herold Elfriede Ulbricht Cilli Winkler | BSG Motor West Zella-Mehlis Elise Denecke Anneliese Keller Ilse König Hildegard Schulze | BSG Motor Dresden-Ost                                                            |

## Medaillenspiegel
| Rang   | Verein                                          | Gold | Silber | Bronze | Gesamt |
| ------ | ----------------------------------------------- | ---- | ------ | ------ | ------ |
| 1.     | BSG Empor Mitte Leipzig                         | 3    | 4      | 2      | 9      |
| 2.     | BSG Einheit Mitte Karl-Marx-Stadt               | 2    | 0      | 3      | 5      |
| 3.     | BSG Motor Dresden-Ost                           | 2    | 0      | 1      | 3      |
| 4.     | BSG Motor West Zella-Mehlis                     | 1    | 2      | 1      | 4      |
| 5.     | BSG Fortschritt Apolda HSG Wissenschaft Rostock | 0    | 1      | 0      | 1      |
| 7.     | BSG Lokomotive Köthen                           | 0    | 0      | 1      | 1      |
| Gesamt | Gesamt                                          | 8    | 8      | 8      | 24     |